# Karl Kahl
Karl Nikolajewitsch Kahl, auch Soukowsky (* 1873 in Riga, Gouvernement Livland, Russisches Kaiserreich; † 20. Januar 1938 in Tomsk, Oblast Nowosibirsk, Sowjetunion), war ein deutschbaltisch-russischer Landschaftsmaler der Düsseldorfer Schule. Kahl wurde Opfer des Großen Terrors in der Sowjetunion der 1930er Jahre.

## Leben

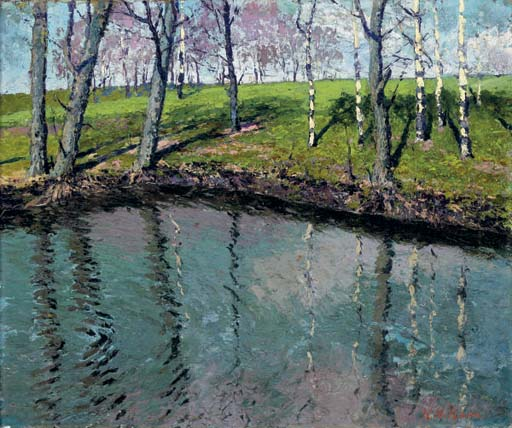
Frühling

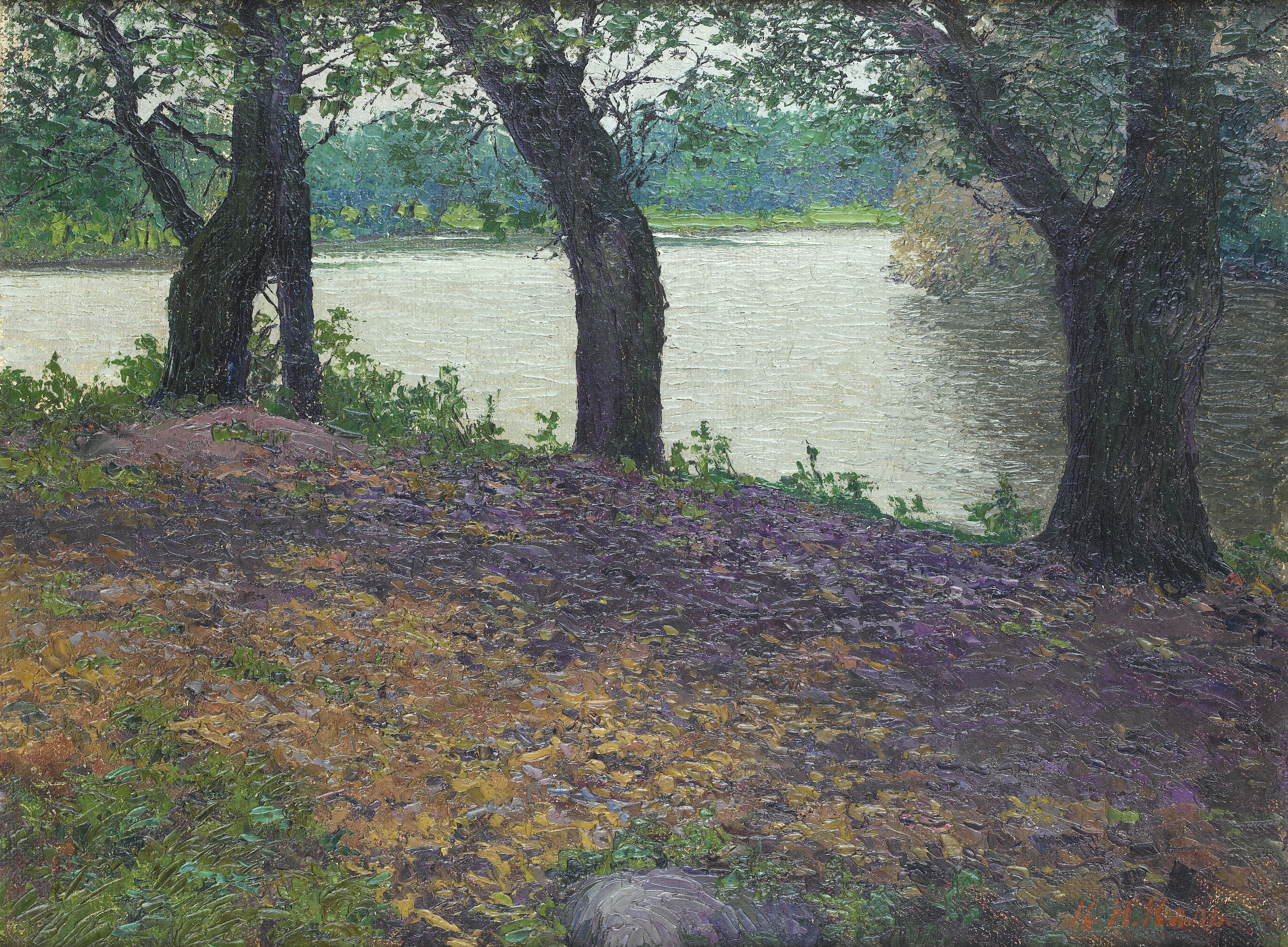
Am Fluss

In den Jahren 1891 bis 1893 studierte der aus Witebsk (heute in Belarus) kommende Kahl an der Kunstakademie Düsseldorf. Dort waren Heinrich Lauenstein, Hugo Crola und Adolf Schill seine Lehrer. Außerdem arbeitete er bei Lauenstein, Arthur Kampf und Peter Janssen dem Älteren. Später war Kahl in München und Karlsruhe tätig. Er bereiste Belgien und Holland, anschließend ging er nach Paris, kehrte dann aber nach Düsseldorf zurück. Ab 1898 lebte er wieder in Witebsk. Mit 18 Gemälden, darunter die Bilder Frühling und Am Fluss, nahm Kahl im Jahr 1904 an der Louisiana Purchase Exposition in St. Louis teil.
Ab etwa 1911 lebte und arbeitete er in Wladiwostok am Japanischen Meer. Am 28. April 1935 wurde er dort verhaftet und am 3. Oktober des gleichen Jahres zu fünf Jahren Arbeitslager verurteilt. Im Arbeitslager Nr. 2 in Tomsk (Sibirien) arbeitete er wieder als Maler. Dort wurde er am 3. Dezember 1937 unter dem Vorwurf der Spionage für Deutschland erneut verhaftet und am 3. Januar 1938 zum Tode verurteilt. Das Todesurteil wurde am 20. Januar 1938 durch Erschießung vollstreckt. Am 26. November 1965 rehabilitierte ihn das Militärkollegium des Obersten Gerichtshofs der Sowjetunion.